# Shaanxi Y-9
Lo Shaanxi Y-9 (cinese: 运-9; pinyin: Yun-9) è un aereo da trasporto a medio raggio di medie dimensioni prodotto dalla Shaanxi Aircraft Corporation in Cina. Il velivolo è stato sviluppato come una versione allungata dello Shaanxi Y-8F con una maggiore capacità di carico rispetto al russo Antonov An-12 da cui deriva. Lo Y-9 è considerato lo sforzo da parte della Cina di costruire un aereo da trasporto della stessa classe dell'americano Lockheed Martin C-130J Super Hercules prodotto dalla Lockheed Martin.

## Sviluppo
Originariamente conosciuto con il nome di progetto Y-8X, lo sviluppo di Y-9 è iniziato nel 2001 per la produzione di un aereo da trasporto della stessa classe del C-130J per sostituire i vecchi Y-8. La Shaanxi Aircraft Industry ha mostrato i primi modelli del velivolo Y-9, nel 2005, al Salone Internazionale per l'Aviazione di Pechino, per promuovere il suo utilizzo come aereo da trasporto civile. Tuttavia, lo sviluppo è stato frenato da varie anomalie tecniche e la data del volo inaugurale, prevista per gli anni 2006-2007, è slittata al 2008. La Shaanxi aveva intenzione di produrre il suo primo aereo per la PLAAF nel 2009.
Lo Y-9 è alimentato da quattro turboeliche Wojiang FWJ-6C dotati ognuno di un'elica in materiale composito JL-4 a 6 pale. Il velivolo è in grado di trasportare 25 tonnellate di carico, oppure di essere configurato per 106 posti a sedere se previsto per il trasporto di truppe, oppure alloggiare 72 barelle nel ruolo di evacuazione medica, o 132 paracadutisti armati in caso di aviolanci. La zona di carico è, inoltre, in grado di ospitare nove pallet standard 108x88, o otto da 125x96.
Dopo che nel 2010 il progetto era stato messo in ibernazione in attesa di ordini, il primo volo poté essere effettuato nel 2011. A partire dall'estate del 2012 lo Y-9 è diventato operativo con la PLAAF.

## Varianti
- Y-9JB (GX-8): Variante per guerra e sorveglianza elettronica dotata di quattro grandi carenature e antenne aggiuntive.[5]
- KJ-500 (GX-9?): Variante AWACS con radome fisso dotato di un radar con antenne a scansione elettronica attiva disposte a triangolo per fornire una copertura a 360 gradi.[6] Mostrato al pubblico nel settembre 2015.[7]
- KJ-200: Variante AEW&C dotata di un radar in trave sul dorso della fusoliera.
- Y-9XZ (GX-10): Variante per guerra psicologica.
- Y-9G (GX-11): Nuova variante per guerra elettronica per la sostituzione dello Y-8G.[8]

## Utilizzatori
Cina
- Zhongguo Renmin Jiefangjun Kongjun

24 ordinati, 7 consegnati al maggio 2018.
 Namibia
- Namibian Air Force

2 Y-9E ordinati nel 2023 e consegnati il 17 novembre 2024.